# Polygrammodes phyllophila
Polygrammodes phyllophila is een vlinder uit de familie van de grasmotten (Crambidae), uit de onderfamilie van de Spilomelinae. De wetenschappelijke naam van deze soort is voor het eerst voorgesteld als Botys phyllophila door Arthur Gardiner Butler in een publicatie uit 1878.

## Verspreiding
De soort komt voor in Oeganda, Zambia, Zuid-Afrika en Madagaskar.

## Waardplanten
De rups leeft op Maesa lanceolata (Myrsinaceae) en Myrsine melanophloeos (Myrsinaceae).

## Parasieten
De soort wordt geparasiteerd door:
- Ichneumonidae
  - Acropimpla lucifugus (Seyrig, 1932)
  - Xanthopimpla habermehli Krieger, 1914
  - Xanthopimpla splendens Krieger 1899
- Braconidae
  - Venanides curticornis (Granger, 1949)